# Halloween (luchador)
Manuel Ortiz Partida (Tijuana, Baja California; 22 de mayo de 1971) es un luchador profesional mexicano retirado. Ha trabajado en organizaciones tales como World Championship Wrestling, Total Nonstop Action Wrestling, Asistencia Asesoría y Administración, Consejo Mundial de Lucha Libre, Xtreme Pro Wrestling, y breves participaciones en New Japan Pro Wrestling y la efímera empresa Promo Azteca.

## Asistencia Asesoría y Administración (1994 - 1996)
Manuel Ortiz Partida se integró a las filas de AAA bajo el nombre de halloween en la facción de la tercia del terror junto a Karis la Momia y Espectro Jr. grupo al que también perteneció Damian 666.Durante su estancia en AAA tuvo importantes oportunidades; junto a la Tercia del Terror fueron semifinalistas del torneo organizado en 1996 para coronar a los primeros ganadores del Campeonato Nacional Atómicos siendo vencidos por Los Villanos en la Arena Neza en Nezahualcóyotl, México.
Al surgir la primera desbanada de la empresa Asistencia Asesoría y Administración donde Konnan junto a otros luchadores como Psicosis, Super Caló, Rey Misterio Jr., Damian 666, Halloween emigró a la extinta empresa Promo Azteca y posteriormente a la empresa norteamericana World Championship Wrestling

## World Championship Wrestling (1996 - 1999)
En 1996 Halloween llegó a WCW donde su personaje fue cambiado a uno de nombre Cíclope. Durante su estancia en WCW, él junto a Damián 666 enfrentaron a L.A. Park y a Silver King en una lucha extrema que fue un Boom ya que no era común presenciar una lucha de ese estilo en los Estados Unidos, dicha lucha les valió el reconocimiento del público y de los compañeros norteamericanos de la empresa.
El 3 de diciembre de 1998 como Cíclope en un enfrentamiento en contra de Eddie Guerrero, Cíclope fue invitado a formar parte de la nueva facción llamada LWO o Latino World Order conformada por un grupo de luchadores mexicanos como Juventud Guerrera, La Parka, Silver King, Héctor Garza, Damien entre otros, quienes establecieron un stable a manera de parodia de la llamada New World Order estadounidense;apareció en pocos encuentros junto a la LWO, debido a su cámbio de personaje no se le vio más junto a ellos; la LWO tuvo buenos encuentros pero desapareció en enero de 1999,
Para 1998 Halloween abandono el personaje de Cíclope debido a la rivalidad de Chris Jericho y Dean Malenko donde este último reapareció después de meses de estar inactivo y ganó una Batalla Real para ser el primer contendiente por el Campeonato Mundial de Peso Crucero de la WCW en la denominada Slamboree '98: Cruiserweight Battle Royal, en dicha lucha subió vestido como Cíclope y al final del encuentro se despojó de la máscara para dar a conocer su rostro. Halloween participó en dicha batalla real pero con su nuevo personaje de nombre El Grio.
En dicha empresa tuvo enfrentamientos con Booker T, Rey Misterio Jr., L.A. Park, CIMA (Nobuhiko Oshima) entre otros, así como importantes participaciones en pagos por evento como el Super Brawl y el Bash at The Beach.
En 1999 Halloween fue liberado de la empresa y regresó a México como Cíclope, en ese mismo año perdió su máscara en contra del luchador Antifaz del Norte; dicha lucha tuvo lugar en la Plaza de Toros Lauro Luis Longoria - Nuevo Laredo, Tamps.

## Circuito independiente (1999 - 2002)
A su salida de la empresa norteamericana World Championship Wrestling, Manuel retomó el nombre de "Halloween" y continuo luchando en los circuitos independientes en México, Estados Unidos y Japón.
En septiembre de 1999 Halloween apareció en la promoción independiente de Benjamin Mora jr.:*World Wrestling Association , donde venció a la Super Parka en Tijuana y obtuvo el :*WWA World Junior Light Heavyweight Championship .
Iniciando una fuerte rivalidad en octubre de 1999 Halloween despojo de su cabellera a la Súper Parka donde a pesar de ambos estar enmascarados, decidieron apostar solamente la cabellera.
Súper Parka cobraría venganza el 24 de diciembre de 1999 para despojar a Halloween de su incógnita; así Manuel perdería ambas incógnitas en el mismo año.
Trabajo en empresas independientes en los Estados Unidos, como Luchamanía, USA Pro Wrestling y FCW (Florida Championship Wrestling).
Para el año 2002 ingresó a la empresa norteamericana XPW Xtreme Pro Wrestling bajo la facción de "Mexico's Most Wanted", pareja conformada por Halloween y Damian 666.
En dicha empresa se conoraron como los primeros campeones de parejas de la XPW el 2 de junio de 2002 en Pico Rivera California venciendo a The New Panthers (K. Malik Shabazz and Raphael Muhammed)a Pogo the Clown y Juantastico y a team of American Wild Child and Shady en un cuadrangular de parejas.
Días después en diciembre del mismo año perdieron el campeonato ante la pareja denominada Youthanazia (Josh Prohibition y Matt Cross.
Iniciando el año 2003 recuperarón el XPW World Tag Team Championship ante Youthanazia para que un día de reinado acabara el 17 de enero de dicho año, para perderlo de nuevo ante Youthanazia.
En XPW el concepto de La Familia de Tijuana tuvo pequeños escarceos incluyendo en el grupo original a Halloween, Damián 666, Psychosis, Konnan y Lady Victoria.

## Consejo Mundial de Lucha Libre (2002 - 2007)
Halloween junto a Damian 666 pisaron la arena México ya como la familia de tijuana junto a nicho el millonario en el 2002 en donde ganaron el campeonato nacional de trios a los infernales (satanico, averno y mephisto) teniendo fuertes enfrentamientos con los guerreros de la atlántida y los hermanos casas.
Para mediados del 2003 en una lucha de revancha por los títulos no se presentó Psychosis por lo cual perdieron los campeonatos dejándolos así en estado vacante.
Para 2004 junto a Damian 666, Mr. Águila, Hijo del perro aguayo y Hector Garza conformaron la facción llamada perros del mal y junto a Mr. Águila y Damian recuperó los títulos nacionales de tercias en el 2007.

## Asistencia, Asesotía y Administración (2007 - 2008)
Después de que su contrato con el CMLL terminara en el evento verano de escándalo 2007 Halloween ingresó a las filas de AAA.
Comenzó a reclutar miembros para crear la nueva familia de tijuana y al primero en reclutar fue a xtreme tiger pero no fue hasta el primer homenaje a Antonio Peña donde se presentó la nueva familia de tijuana junto a nicho el millonario venciendo esa noche en una lucha extrema a los Mexican Powers.
Posteriormente Nicho abandono la facción.
Halloween y Xtreme Tiger continuaron como pareja participando en eventos como la Guerra de Titanes en una lucha extrema por los títulos mundiales de parejas de AAA, en el Rey de Reyes 2008 en donde ganaran una lucha extrema por 250000 pesos a los Hell Brothers y Los Mexican Powers.
El 27 de abril de 2008 Halloween y Xtreme Tiger se coronaron campeones mundiales de parejas AAA venciendo a Crazy Boy y Joe Lider.
Debido a la traición de Nicho TJ Xtreme se unió a la nueva familia de Tijuana teniento combates sangrientos contra la hermandad xtrema de Joe Lider y Nicho el millonario.
Como la nueva familia de Tijuana participaron el la triplenmania XVI en un triangular de tercias contra la Hart Foundation 2.0 (Teddy Hart, Jack Evans y Daniel Brian (Brian Danielson) y los Mexican Powers (Crazy Boy, Último Gladiador y Ricky Marvin).
En septiembre del 2008 en el Verano de Escándalo perdieron los títulos de parejas contra la hermandad xtrema, en dicha lucha también participaron los Mexican Power y la Hart Foundation 2.0.
Después de este encuentro, Halloween reapareció en el 2009 pero ahora en la empresa de los perros del mal.

## Circuito independiente (2009 -2021)
Después de estar inactivo por más de 6 meses halloween regresa a los perros de mal ahora en circiuito independiente teniendo feudos con Intocable, Super Crazy y Super porky.
A su llegada a Los Perros del Mal, se reintegró al grupo junto a El Hijo del Perro Aguayo, Damian 666 y Mr. Águila, defendiendo el concepto de Perros del Mal.
El 1 de mayo de 2010, Halloween participó en una lucha de apuestas en jaula, donde se incluían Damian 666  , El Hijo de L.A. Park, Lizmark Jr., Groond XXX, Mr. Águila, El Oriental y Súper Nova, este último ganaría la lucha dejando sin cabellera a Halloween.
Durante su estancia participó en luchas extremas enfrentando a X Fly, el excampeón XPW King of the Deathmatch Supreme, Charly Manson, entre otros.
En el 2011, Los Perros del Mal realizaron una función de lucha extrema enfrentando a los gladiadores de la extinta promoción independiente XPW, en dicha batalla participaron Los Perros del Mal (ya parte de AAA) Halloween, Damian 666, X Fly y Bestia 666 para enfrentarse a Kaos, Johnny Web, Supreme y Carnage, llevándose la victoria los Perros del Mal.
El 15 de febrero de 2012 se llevó a cabo una lucha por la 1.ª Copa Perros del Mal Extremo, donde participaron especialistas en la lucha extrema como Pesadilla, Aeroboy, Violento Jack, Freelance y Halloween siendo este último el ganador de dicha contienda.

## Asistencia Asesoría y Administración (2010 - 2016)
El Regreso de Halloween a la Tres Veces Estelar ocurrió el 6 de junio de 2010 en la TripleManía XVIII donde junto a  Damien intervinierón en la lucha por los derechos del nombre entre La Parka Jr y L.A. Park, poniendo en toque de espalda a La Parka Jr. ante L.A. Park, decisión que invalidaría el triunfo de L.A. Park por la comisión de lucha libre del Distrito Federal. Al término de la lucha aparecieron Los Perros del mal en apoyo a L.A. Park.
A su llegada a AAA Halloween ahora parte de Los Perros del Mal se enfrascarón en una rivalidad en contra de los Psycho Circus. Se enfrentaron en el Verano de Escándalo (2010) en una lucha en jaula, en donde gracias a la intervención del Hijo del Perro Aguayo terminaron con el invicto de 600 victorias de Los Psycho Circus.

## En la Lucha
- Movimientos finales y de firma

* La Calabaza ( Crossface)
* F5 (Fireman's carry facebuster)
*Campana, often preceeded and transitioned from a wheelbarrow victory roll.
* Michinoku Diver(Sitout scoop slam piledriver)
* Rueca falta
* Splash
* Senton
* Desnucadora (Sitout powerbomb)
* Topé suicida
* Death Valley driver
* spinning bombero llevar facebuster
* Doble gancho inferior piledriver
* Tackle ** Spear
*Montezuma's Revenge (Giant swing (Damián) / Running low-angle dropkick to the opponent's face (Halloween) combination)
*Aztec Pyramid (Double submission)
*Double inverted Death Valley driver
*Spike sitdown inverted powerbomb
- Managers

- Lady Victoria

- "Apodos"

- "La calabaza asesina"

- Entrance themes

- "Perros" by Cartel de Santa (Used while a member of Los Perros del Mal)
- "Oye Como Va" by Carlos Santana (As member of La Familia de Tijuana)

## Championships and accomplishments
Asistencia Asesoría y Administración
- AAA World Trios Championship (1 time) – with Damián 666 and X-Fly
- AAA Baja California Light Heavyweight Championship (1 time)
- AAA World Mixed Tag Team Championship (1 time) – with Mari Apache
- AAA World Tag Team Championship (1 time) – with Extreme Tiger
- IWC Middleweight Championship (1 time)

- Comisión de Box y Lucha Libre México D.F.

- Mexican National Trios Championship (2 times) – with Damián 666 and Psicosis (1) and Damián 666 and Mr. Águila (1)

- Nueva Generación Xtrema

- NGX World Tag Team championship (1 time) - with Damián 666

- Pro Wrestling Illustrated

- PWI ranked him # 89 of the 500 best singles wrestlers of the PWI 500 in 2006.

- Perros Del Mal

- Copa Perros del Mal Extremo (2011)

- Revolution Pro

- Revolution Pro World Tag Team championship (1 time) - with Damián 666

- World Wrestling Association

- WWA World Junior Light Heavyweight Championship (1 time)

- World Wrestling Organization

- WWO Tag Team championship (1 time) - with Damián 666

- Xtreme Latin American Wrestling

- XLAW Tag Team Championship (2 times) - with Damián 666 (2)

- Xtreme Pro Wrestling
  - XPW World Tag Team Championship (2 time) – with Damián 666[3]
- Other titles:

- LAWA World Middleweight Championship (1 time)
- WWEA Extreme Championship (1 time)

## Luchas de apuestas
| Wager | Winner                                       | Loser                                         | Location                              | Date                     | Notes |
| ----- | -------------------------------------------- | --------------------------------------------- | ------------------------------------- | ------------------------ | --- |
| Mask  | Halloween                                    | León Negro                                    | Tijuana, Baja California              | 1996 de enero de 18      | [ 10 ] |
| Mask  | Halloween                                    | León Negro                                    | San Luis Río Colorado, Sonora         | 1996 de enero de 26      | [ Note 1 ] [ 10 ] |
| Mask  | Halloween                                    | Thunderbird                                   | Tijuana, Baja California              | 1996 de octubre de 18    | [ 10 ] |
| Mask  | Antifaz del Norte                            | Cíclope                                       | Nuevo Laredo, Tamaulipas              | 1999                     | [ 11 ] |
| Hair  | Halloween                                    | Super Parka                                   | Tijuana, Baja California              | 1999 de octubre de 15    | [ Note 2 ] [ 10 ] |
| Hair  | Halloween                                    | Super Muñeco                                  | Tijuana, Baja California              | 1999 de noviembre de 26  | [ Note 3 ] [ 10 ] |
| Hair  | Halloween                                    | La Máscara                                    | Nuevo Laredo, Tamaulipas              | 1999 de diciembre de 6   | [ 10 ] |
| Mask  | Super Parka                                  | Halloween                                     | Tijuana, Baja California              | 1999 de diciembre de 24  | [ 10 ] |
| Hair  | Damián 666                                   | Halloween                                     | Tijuana, Baja California              | 2001 de junio de 29      | |
| Hair  | Halloween                                    | Bestia Salvaje                                | Tijuana, Baja California              | 2002 de marzo de 15      | [ Note 5 ] |
| Hair  | Halloween                                    | Brazo de Plata                                | Tijuana, Baja California              | 2004 de junio de 25      | |
| Hair  | Shocker                                      | Halloween                                     | Tijuana, Baja California              | 2004 de septiembre de 10 | |
| Hair  | Universo 2000                                | Halloween                                     | Ciudad de México                      | 2005 de diciembre de 2   | |
| Hair  | Super Nova                                   | Halloween                                     | Tijuana, Baja California              | 2010 de mayo de 5        | [ Note 6 ] [ 12 ] |
| Hair  | Halloween                                    | Coco Rojo                                     | Tlalnepantla de Baz, Estado de México | 2011 de julio de 10      | [ Note 7 ] [ 13 ] |
| Hair  | Monster Clown, Murder Clown and Psycho Clown | Halloween, Damián 666 and Nicho el Millonario | Monterrey, Nuevo León                 | 2011 de octubre de 9     | Steel cage Masks vs. Hairs match. |
| Hair  | Dark Cuervo                                  | Halloween                                     | San Luis Potosí, San Luis Potosí      | 2012 de octubre de 7     | Domo de la Muerte, where Los Perros del Mal (Halloween, El Hijo del Perro Aguayo, Psicosis and Teddy Hart) faced Dark Cuervo, Cibernético, Dark Ozz and Jack Evans. |